# Матлашевський Павло Борисович
Павло́ Бори́сович Матлаше́вський (1 травня 1979 — 23 квітня 2023, район с. Ольгівське, Запорізька область) — український підприємець, військовослужбовець, старший солдат Збройних сил України, учасник російсько-української війни. Почесний громадянин міста Тернополя (2023, посмертно).

## Життєпис
Павло Матлашевський народився 1 травня 1979 року.
Закінчив Тернопільську гімназію, Тернопільський національний технічний університет імені Івана Пулюя. Працював приватним підприємцем.
Під час повномасштабного російського вторгнення в Україну служив старшим стрільцем. Загинув 23 квітня 2023 року під час виконання бойового завдання в районі с. Ольгівське в Запорізькій області.
Похований 26 квітня 2023 року на Алеї Героїв Микулинецького цвинтаря м. Тернопіль.
Залишилися двоє синів і донька.

## Нагороди
- почесний громадянин міста Тернополя (28 квітня 2023, посмертно) — за вагомий особистий вклад у становленні української державності та особисту мужність і героїзм у виявленні у захисті державного суверенітету та територіальної цілісності України[1].